# Троицкий, Евгений Николаевич
Евгений Николаевич Троицкий (12 февраля 1936 — 20 августа 2024) — советский и российский политический деятель, первый секретарь Орловского горкома КПСС, секретарь Орловского обкома КПСС, Почётный гражданин города Орла.

## Биография
Евгений Троицкий родился 12 февраля 1936 года в Калининской области РСФСР (СССР).  

#### Образование
Окончил Московский машиностроительный институт. В 1983 году окончил Академию общественных наук при ЦК КПСС. Параллельно учился в аспирантуре Ленинградского финансово-экономического института.  
В 1984 году защитил диссертацию на соискание учёной степени кандидата технических наук по теме «Математическое моделирование и алгоритмизация комплекса задач перспективного оптимального планирования производства продукции в условиях функционирования АСУ лесной и деревообрабатывающей промышленности».    

#### Деятельность
После окончания института работал в Орле на заводе «Трансмаш» в должности инженера-технолога, старшего мастера, заместителя начальника цеха.  
С 1978 по 1986 год был первым секретарём Орловского городского комитета КПСС. В 1986 году был избран на должность секретаря Орловского областного комитета КПСС. Троицкий неоднократно избирался депутатом городского и районного Совета народных депутатов города Орла.    
В 2012 году решением Орловского городского совета депутатов Троицкому было присвоено звание «Почётный гражданин города Орла».    
После 2012 года занимался общественной деятельностью в качестве координатора Почетных граждан города Орла. Был членом Орловской областной организации  Всероссийской общественной организации ветеранов (пенсионеров) войны, труда, вооруженных  сил и правоохранительных органов.     
Скончался 20 августа 2024 года в городе Орле.     

## Награды и звания
- Два ордена Трудового Красного знамени[13]
- Звание «Почётный гражданин города Орла»[13]